# Fañch Morvannou
Fañch Morvannou   (Le Cloître-Pleyben, 20 de novembre de 1931 - Brest, 6 de maig de 2019) va ser un lingüista bretó. Va ser mestre de bretó a la Universitat de Brest des dels anys 70. També va col·laborar amb el CIEMEN i altres organitzacions defensores de les cultures minoritàries.

## Obres
- Le breton sans peine (1975)
- Le Breton, la jeunesse d'une vieille langue (1980)
- Kanennoù ar feiz : Bretagne, les chants de la foi (1998)
- O klask roudoù Armand Robin (2001)
- Ar Roc'h Toull (La Roche Percée) (2001) (de Jakez Kerrien, reeditat per F. Morvannou)
- Michel Le Nobletz / Mikael an Nobletz (2002)
- Julien Maunoir : Missionnaire en Bretagne (2010, 2012)
- Journal latin des missions, 1631-1650, de Julien Maunoir (2020) (traducció de F. Morvannou)